# Rainer Holzschuh
Rainer Holzschuh (* 17. Juni 1944 in Bad Kissingen; † 7. Oktober 2021) war ein deutscher Journalist. Er war 21 Jahre lang Chefredakteur des Sportmagazins Kicker.

## Leben
Holzschuh machte sein Abitur in Regensburg, absolvierte seinen Wehrdienst und studierte anschließend Rechtswissenschaften an den Universitäten Regensburg und München. Ab 1970 war er hauptberuflicher Sportredakteur, zunächst bei der Augsburger Allgemeinen. Ab 1971 war er beim Kicker-Sportmagazin in der West-Redaktion tätig, 1978 wurde er zum Leiter der Nord-Redaktion ernannt.
Von 1983 bis 1988 war Holzschuh Pressechef des Deutschen Fußball-Bundes (DFB).
Im Jahr 1988 wurde Holzschuh gemeinsam mit Wolfgang Uhrig Chefredakteur des Kicker-Sportmagazins. Mit Erreichen des 65. Lebensjahres gab er zum Jahresende 2009 nach 21 Jahren als Chefredakteur, davon die letzten fünf Jahre alleine, diesen Posten auf, wechselte in die Position des Herausgebers und folgte damit auf seinen Amtsvorgänger Karl-Heinz Heimann, der sich endgültig in den Ruhestand verabschiedete. Als Herausgeber ging Holzschuh zum Jahresende 2020 in den Ruhestand.
2004 gehörte er zu den Mitgründern der Deutschen Akademie für Fußball-Kultur. Von 2001 bis zu seinem Tode gehörte er dem Kuratorium der DFB-Kulturstiftung an. Der Initiative Deutscher Fußball Botschafter gehörte er von 2016 bis zu seinem Tode als Vorstandsmitglied und Juryvorsitzender an. Von 1990 bis 2000 und von 2005 bis zu seinem Tode war er Präsident der European Sports Media (ESM; Verband Europäischer Sportmagazine).
Rainer Holzschuh starb im Oktober 2021 nach schwerer Krankheit im Alter von 77 Jahren.